# Dème de Kastoriá
Le dème de Kastoriá, en grec moderne : Δήμος Καστοριάς / Dímos Kastoriás, est un dème du district régional de Kastoriá, en Macédoine-Occidentale, Grèce. Le dème actuel résulte de la fusion, en 2010, des anciens dèmes d'Agía Triáda, d’Ágii Anárgyri, de Kastoriá, de Kastrakí, de Klisoúra, de Makední, de Mesopotamía et de Vítsi.
Selon le recensement de 2011, la population du dème compte 35 874 habitants, tandis que celle de la ville de Kastoriá s'élève à 13 387 habitants.
Le siège du dème est la ville de Kastoriá.